# Цибульский, Збигнев
Зби́гнев Губерт Цыбу́льский (пол. Zbigniew Hubert Cybulski, 3 ноября 1927, дер. Княже, Снятынский повят, Станиславовское воеводство — 8 января 1967, Вроцлав) — польский актёр театра и кино, легенда своего поколения.

## Биография
Збигнев Цыбульский родился в деревне Княже в Покутье (современная Ивано-Франковская область Украины) в 1927 году. После 1945 года Польша потеряла эти территории, а от поместья, принадлежавшего семье Цыбульских, в настоящее время не осталось и следа.
Во время Второй мировой войны Цыбульский находился в Варшаве вместе с младшим братом. Родители будущего актёра были депортированы коммунистами ещё в самом начале войны. В 1946 году они, проделав путь через Ближний Восток и Западную Европу, вернулись — уже на территории, отошедшие к Польше после войны.
В 1953 году закончил Государственную высшую театральную школу в Кракове. Играл в Академическом театре в Кракове, затем — у Леона Шиллера в Театре Выбреже в Гданьске, где подружился с актёром Богумилом Кобелей. Там же, в Гданьске, Цибульский с коллегами организовал собственные театр Бим-Бом. Труппа театра гастролировала в Польше, в Восточной Германии, Бельгии, Франции, Австрии.
В начале 1960-х переехал в Варшаву. Выступал в театре, снимался в лучших фильмах у крупнейших польских режиссёров той эпохи (Анджея Вайды, Анджея Мунка, Ежи Кавалеровича, Войцеха Хаса, Тадеуша Конвицкого и других).
8 января 1967 года, возвращаясь со съёмок, на платформе номер три железнодорожной станции Вроцлав-Главный Цыбульский попытался запрыгнуть на движущийся поезд (как он это часто делал), в котором уезжала Марлен Дитрих, бывшая на гастролях во Вроцлаве, поскользнулся и попал под поезд, через час скончался в больнице.
По словам друзей, ему часто случалось так рисковать, но в этот раз он не рассчитал движение, и его нога застряла между поездом и перроном. В нескольких фильмах герой Цыбульского именно так выпрыгивает из поезда (как в «Сальто») или вскакивает в него на ходу (как в «Загадочном пассажире»).
Похоронен в центре Катовице, на католическом кладбище на улице Генрика Сенкевича.
8 января 1997 года на месте гибели Цыбульского была установлена памятная табличка.
Был дальним родственником Войцеха Ярузельского по матери (в девичестве Ярузельской).

## Фильмография

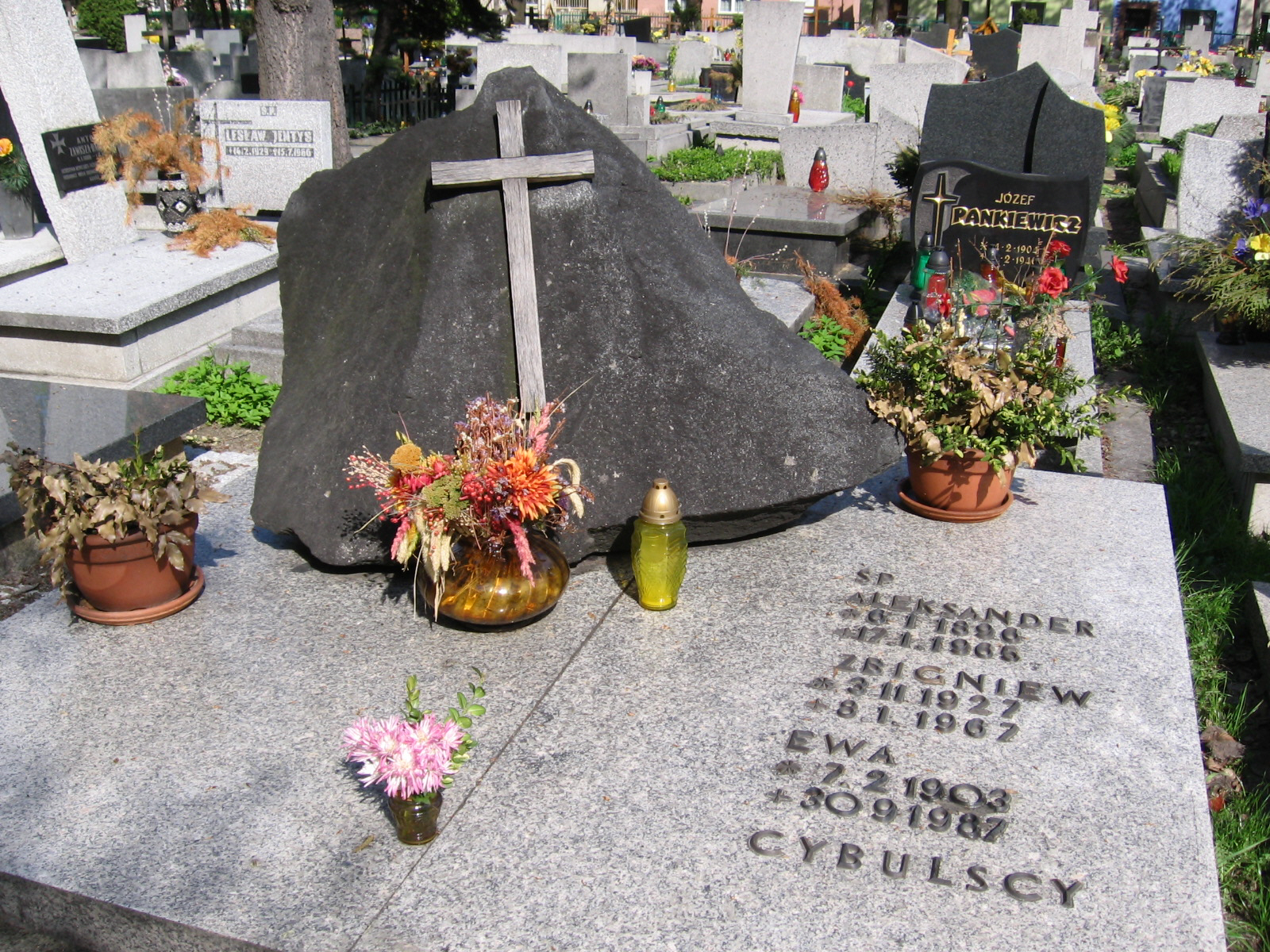
Надгробие в Катовице

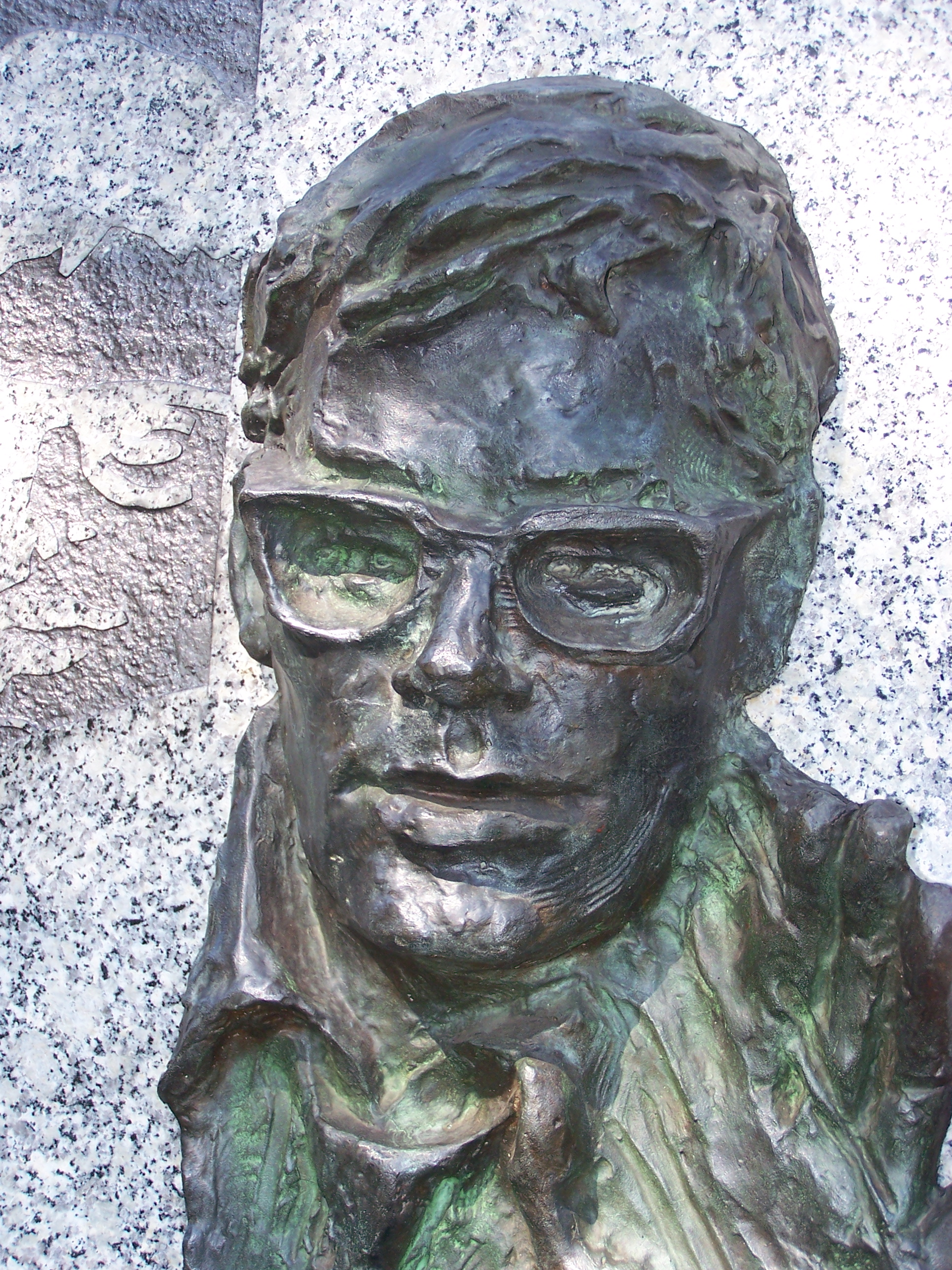
Бюст в Катовице

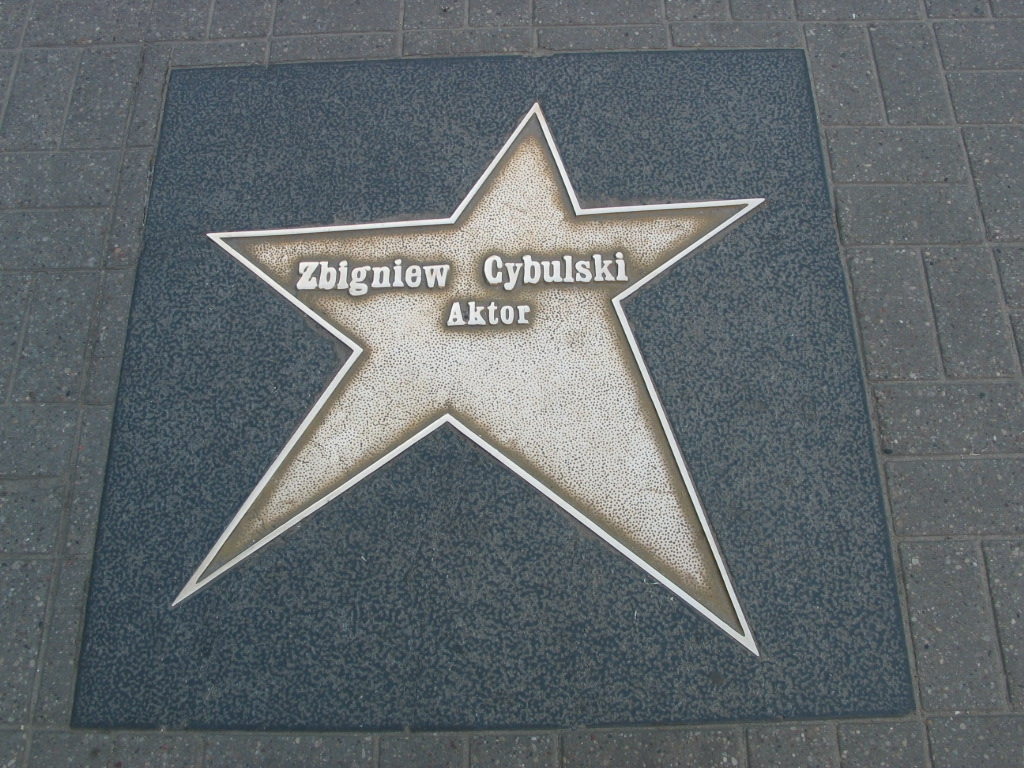
Аллея звёзд в Лодзи

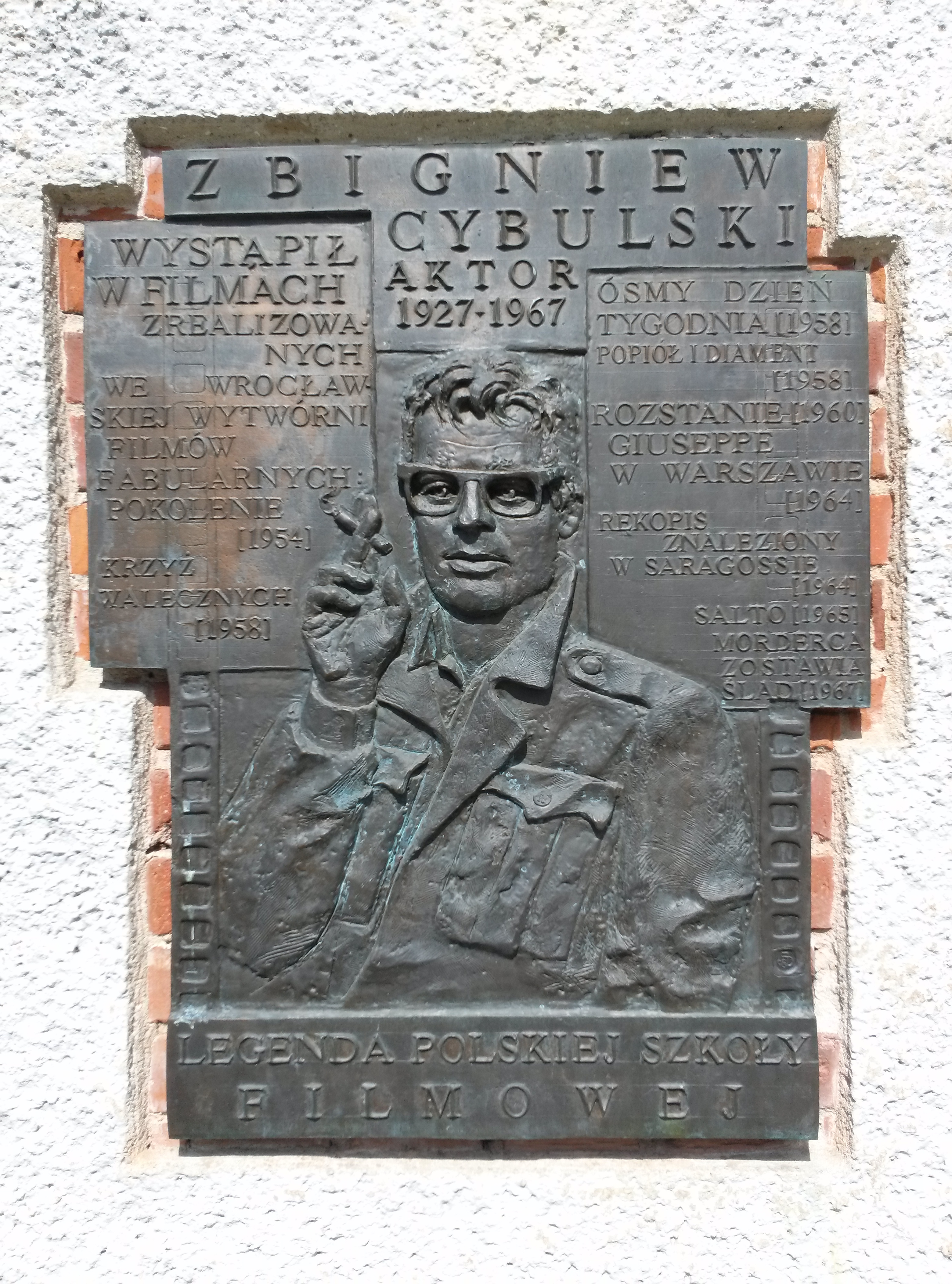
Вроцлав, мемориальная доска

- 1954 — Kariera («Карьера», реж. Ян Коэхер, сценарист Тадеуш Конвицкий)
- 1954 — Pokolenie («Поколение», дебют реж. Анджея Вайды)
- 1955 — Trzy starty («Три старта», «велосипедная» новелла, реж. Станислав Ленартович)
- 1956 — Koniec nocy («Конец ночи», реж. Юлиан Дзедзина, Павел Коморовский, Валентина Ушицкая)
- 1956 — Tajemnica dzikiego szybu («Загадка старой штольни», реж. Вадим Берестовский)
- 1957 — Wraki («Обломки корабля», реж. Эва Петельская и Чеслав Петельский)
- 1958 — Krzyż Walecznych («Крест храбрых», реж. Казимеж Куц)
- 1958 — Ósmy dzień tygodnia («Восьмой день недели», реж. Александр Форд)
- 1958 — Popiół i diament («Пепел и алмаз», реж. Анджей Вайда; номинация на премию BAFTA лучшему зарубежному актёру)
- 1959 — Pociąg («Поезд», в советском прокате — «Загадочный пассажир», реж. Ежи Кавалерович)
- 1960 — Do widzenia, do jutra («До свидания, до завтра», реж. Януш Моргенштерн) — также соавтор сценария
- 1960 — Niewinni czarodzieje («Невинные чародеи», реж. Анджей Вайда)
- 1961 — Rozstanie («Расставание», реж. Войцех Хас)
- 1961 — Le thé à la menthe («Чай с ментолом», Франция, реж. Пер Кафян)
- 1962 — Spóźnieni przechodnie («Запоздавшие прохожие», новелла «Учительница», реж. Ян Рыбковский)
- 1962 — Jak być kochaną («Как быть любимой», реж. Войцех Хас)
- 1962 — La Poupée («Кукла», Франция / Италия, реж. Жак Барате)
- 1962 — L’amour à vingt ans («Любовь в двадцать лет», польская новелла в международном фильме, реж. Анджей Вайда)
- 1963 — Ich dzień powszedni («Их будний день», реж. Александр Сцибор-Рыльский)
- 1963 — Milczenie («Молчание», реж. Казимеж Куц)
- 1963 — Rozwodów nie będzie («Разводов не будет», реж. Ежи Стефан Ставиньский)
- 1963 — Zbrodniarz i panna («Девушка из банка», реж. Януш Насфетер)
- 1964 — Att alska («Любить», Швеция, реж. Йорн Доннер)
- 1964 — Giuseppe w Warszawie (в отечественном прокате «Итальянец в Варшаве», реж. Станислав Ленартович)
- 1964 — Pingwin («Влюблённый „Пингвин“», реж. Ежи Стефан Ставиньский)
- 1965 — Rękopis znaleziony w Saragossie («Рукопись, найденная в Сарагосе», реж. Войцех Хас)
- 1965 — Jutro Meksyk («Завтра Мексика», реж. Александр Сцибор-Рыльский)
- 1965 — Salto («Сальто», реж. Тадеуш Конвицкий)
- 1965 — Sam pośród miasta («Один в городе», реж. Халина Белиньская)
- 1966 — Cała naprzód («Полный вперёд!», реж. Станислав Ленартович)
- 1966 — Iluzja («Иллюзия», реж. Константы Чичишвили)
- 1966 — Mistrz («Мастер», реж. Ежи Антчак)
- 1966 — Przedświąteczny wieczór («Предпраздничный вечер», реж. Елена Амираджиби и Ежи Стефан Ставиньский)
- 1966 — Szyfry («Шифры», реж. Войцех Хас)
- 1967 — Jowita («Йовита», реж. Януш Моргенштерн, дебют в кино Ольгерда Лукашевича)
- 1967 — Morderca zostawia ślad («Убийца оставляет след», реж. Александр Сцибор-Рыльский)

## Признание
В 1996 году признан зрителями лучшим польским актёром всех времён. На материале его биографии (и глубочайшей ностальгии режиссёра по нему) снят фильм А. Вайды «Всё на продажу» (1968), а также несколько документальных лент.